# Eisenbahnunfall von Goswick
Bei dem Eisenbahnunfall von Goswick entgleiste am 26. Oktober 1947 der Flying Scotsman im Bahnhof des Dorfes Goswick, Northumberland, England, an der East Coast Main Line. 28 Menschen starben.

## Ausgangslage
Der Flying Scotsman der London and North Eastern Railway (LNER) von Edinburgh Waverley nach London Kings Cross sollte an diesem Tag den Bahnhof Goswick auf einem Überholungsgleis durchfahren, da dort am durchgehenden Hauptgleis eine Reparatur stattfand. Die Verbindungsweiche war nur für eine zulässige Höchstgeschwindigkeit von 15 mph (etwas über 20 km/h) ausgelegt.
Der Zug wurde von der Dampflokomotive Merry Hampton, der Nr. 66 der Baureihe A3 der LNER mit einem Schlepptender, gezogen. Im Übrigen führte er 15 vierachsige Schnellzugwagen. Mit etwa 420 Reisenden war der Zug nahezu ausgebucht.
Der vom Üblichen abweichende Fahrweg des Zuges im Bahnhof Goswick wurde im Bahnbetriebswerk Haymarket, dem Heimatbetriebswerk der Lokomotive des Zuges, den Lokomotivpersonalen durch Aushang bekannt gemacht. Außerdem zeigte das Vorsignal vor dem Einfahrsignal des Bahnhofs an, dass die Geschwindigkeit zu reduzieren war. Das Einfahrsignal allerdings setzte dann voraus, dass der Lokomotivführer diese Information wahrgenommen hatte und zeigte nur „Fahrt frei“ (für die Einfahrt in das Überholungsgleis).

## Unfallhergang
Das Lokomotivpersonal versäumte es, den Aushang im Bahnbetriebswerk Haymarket zur Kenntnis zu nehmen. Auf dem Führerstand befand sich dann während der Fahrt unerlaubterweise ein Fahrgast – ob dessen Anwesenheit den Lokführer ablenkte, blieb ungeklärt. Jedenfalls nahm der Lokomotivführer am Vorsignal für Goswick die angezeigte Geschwindigkeitsbegrenzung nicht wahr. Er behauptete später, Grund sei austretender Dampf der Lokomotive gewesen. Um 12:47 Uhr überfuhr der Zug die Weiche mit knapp 100 km/h und entgleiste fast vollständig bis auf zwei Wagen. Die Lokomotive und ihr Tender kippten zur Seite, landeten dabei relativ „weich“ in einem Acker und trugen vergleichsweise geringe Schäden davon.
Dies war der letzte schwere Eisenbahnunfall in Großbritannien vor der Verstaatlichung der Eisenbahn 1948 zur British Rail.

## Folgen
28 Menschen starben, darunter ein Angestellter der Bahn. 65 wurden darüber hinaus schwer, weitere 25 leicht verletzt. Unter den Toten befand sich auch der bekannte Biochemiker John Mason Gulland (1898–1947).
Die Unfalluntersuchung sprach die Schuld im Wesentlichen dem Lokomotivführer zu.